# Jasminum nitidum
Jasminum nitidum es una especie de fanerógama nombrada para la ciencia por Sidney Alfred Skan. Jasminum nitidum pertenece al genus Jasminum, familia Oleaceae. Posee subespecies y variedades.